# バックレイ (護衛駆逐艦)
バックレイ (USS Buckley, DE-51/DER-51) は、アメリカ海軍の護衛駆逐艦。バックレイ級のネームシップ。

## 概要
本艦は1943年の就役後、対潜哨戒や船団護衛に従事した。1944年5月6日には「U-66」に体当たり攻撃をかけ、白兵戦を含む戦闘により沈めた。1945年4月15日には僚艦と共同で「U-548」を撃沈している。
1945年にレーダーピケット護衛駆逐艦へ改装されたが、1946年から1968年まで予備役として保管後、1969年に廃棄された。

## 艦歴

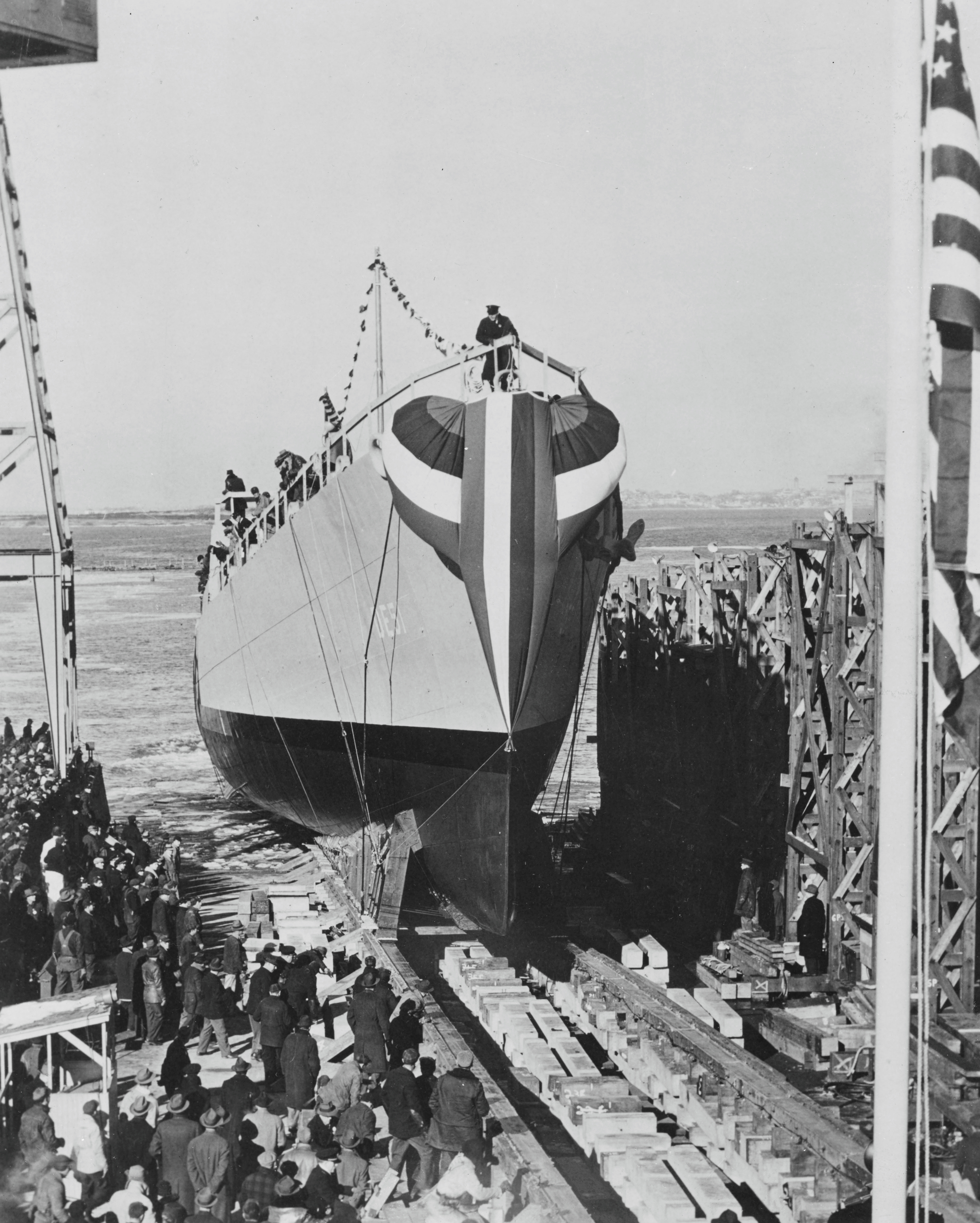
進水した「バックレイ」。1943年1月9日。

「バックレイ」は、1941年12月7日の真珠湾攻撃で戦死した航空兵器員ジョン・D・バックレイ（1920年 - 1941年）に因み命名された。
「バックレイ」は マサチューセッツ州ヒンガムのベスレヘム・ヒンガム造船所で起工、1943年1月9日にジョン・バックレイの母であるジェームズ・バックレイ夫人によって進水、1943年4月30日に就役した。

### 大西洋の戦い
1943年7月から1944年4月22日まで、「バックレイ」は東海岸で他の護衛駆逐艦の士官候補生や中核乗員の練習艦として活動した。
1944年4月22日、「バックレイ」はハンターキラー部隊である第21.11任務群（TG 21.11）に加わり、北大西洋と地中海の船団航路で対潜掃討を行った。5月6日早朝、護衛空母「ブロック・アイランド」（USS Block Island, CVE-21）の艦上機は、「バックレイ」から約20マイル (32 km)の地点に敵潜水艦がいると報告した。「バックレイ」は全速力でUボートに向かって航行した。一方、その潜水艦、すなわち「U-66」は物資を使い果たし、蓄電池を充電するために浮上して補給船を待っていた。0308時、接近してきた艦が友軍艦であると考えて、「U-66」は3発の信号弾を発射した。Uボートが接近する艦の正体を知った時点で、両艦の距離は4,000ヤード (3,700 m)だった。
「U-66」は魚雷を発射したが、「バックレイ」はそれを躱した。「U-66」は「バックレイ」に機銃を発射する一方、「バックレイ」は反撃して3インチ主砲を「U-66」の船首楼に命中させた。その後、「バックレイ」は全ての兵装を放ち、「U-66」の司令塔を繰り返し攻撃した。「U-66」が後退して再び魚雷を発射したため、「バックレイ」はこれを回避した。
0328時、「バックレイ」は「U-66」に体当たり攻撃をかけ、「U-66」に乗り上げたまま2隻は停止した。ドイツ側乗員の一部は燃え盛る「U-66」から「バックレイ」によじ登り、両艦の乗員が小火器や手元にあるコーヒーマグや空薬莢などあらゆる物品を使って白兵戦を繰り広げた。「バックレイ」は後退したが、「U-66」は追撃して「バックレイ」の右舷機関室に衝突した。この衝突により、艦の右舷プロペラシャフトも破損した。「U-66」は離脱し、ゆっくりと後退したが、その前に手榴弾が炎上する司令塔のぽっかりと開いた穴に投げ込まれた。「U-66」の乗員は艦を放棄し始めたが、なお15ノット (28 km/h; 17 mph)で航行していた。さらに「バックレイ」の3番砲が「U-66」の司令塔へ命中弾を与えると、炎上する「U-66」は0341時に北緯17度17分 西経32度24分 / 北緯17.283度 西経32.400度地点で沈没した。「バックレイ」は約20分間続いたこの戦闘で、3インチ砲弾105発、40mm機銃弾418発、20mm機銃弾2,700発を消費した。白兵戦では、各種小口径弾390発が使用された。
「バックレイ」は36名のドイツ人生存者を救助して「ブロック・アイランド」に移送した後、ニューヨークへ帰投し、1944年6月14日まで修理を受けた。この稀な接近戦は、大西洋の戦いで最も「エキサイティングな」対潜戦戦果であると数名の海軍高官によって評価され、「バックレイ」の乗員はヨーロッパ・アフリカ戦役の略綬を着用することが許可された。また当時の「バックレイ」艦長であったマサチューセッツ州ケンブリッジの海軍予備役士官ブレント・M・アベル中佐は海軍十字章を受章した。
1944年7月にメイン州カスコ湾で回復訓練を終えた後、「バックレイ」は北アフリカへ向かう2つの輸送船団を護衛した（1944年7月14日 - 11月7日）。その後、1945年6月まで東海岸および北大西洋で対潜哨戒と船団護衛任務に従事した。この期間中、「バックレイ」は姉妹艦「ルーベン・ジェームズ」（USS Reuben James, DE-153）と共同で1945年4月19日に「U-548」を発見、爆雷攻撃によって北緯42度19分 西経61度45分 / 北緯42.317度 西経61.750度地点で沈めた。「バックレイ」は1945年6月から7月にかけてアルジェリアへの別の輸送船団を護衛し、その後アメリカ本土に帰国した。

### 改装と退役

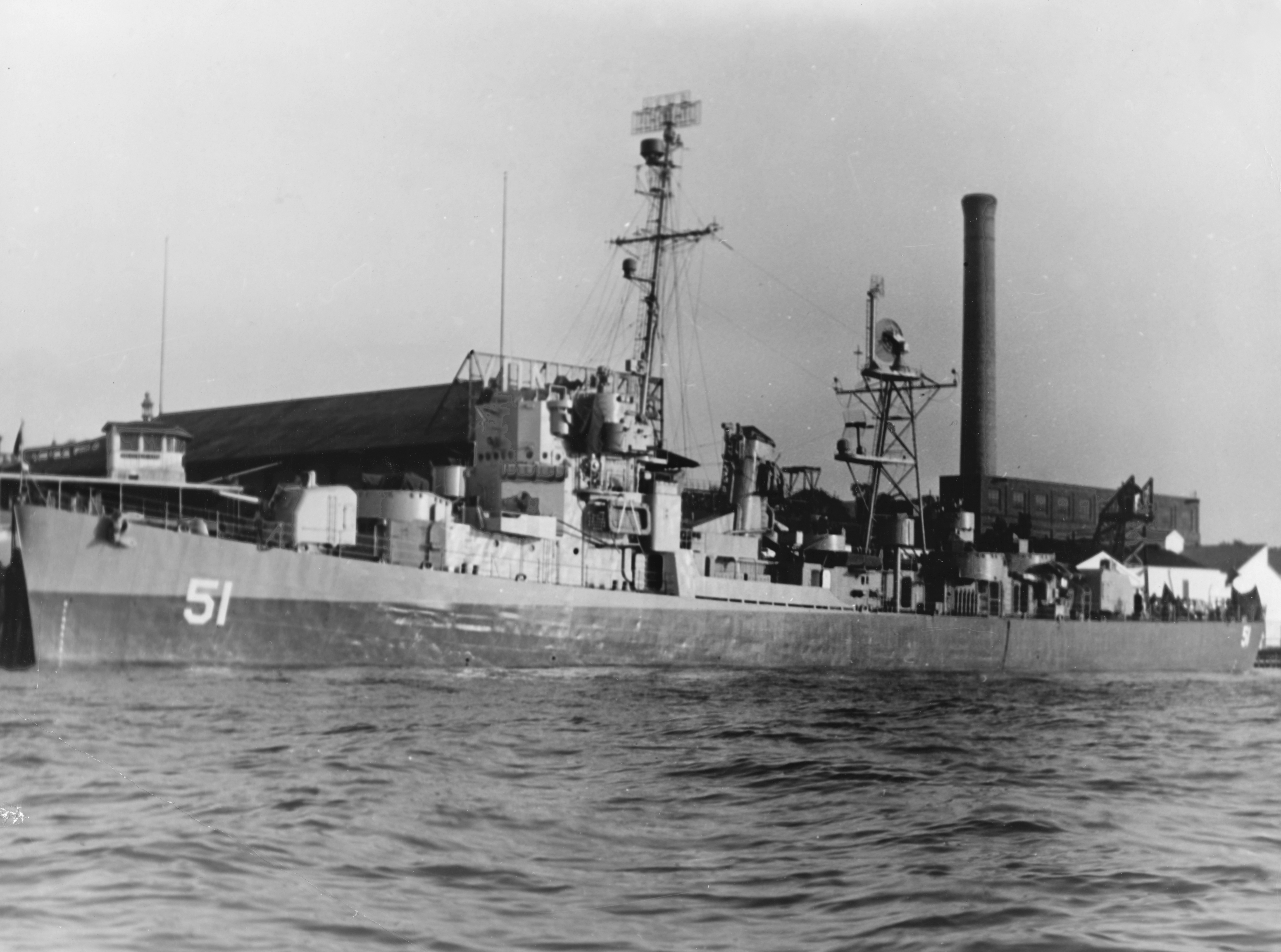
レーダーピケット艦へ改装後の「バックレイ」。1945年後半。

東海岸に戻ると、「バックレイ」はレーダーピケット艦への改造を開始した。この改装によって、「バックレイ」には艦上要撃管制用SPレーダーとレーダーマストが設置され、主砲も38口径5インチ単装砲に強化された。1945年10月、フロリダ州ジャクソンビルでの海軍記念日式典に参加し、10月31日にはフロリダ州セントジョンズ川の第16艦隊に加入した。
「バックレイ」は1946年7月3日に退役し、予備役に置かれた。1949年4月26日に艦種をDER-51（レーダーピケット護衛駆逐艦）に変更され、1954年9月29日にはDE-51に再分類された。
「バックレイ」は再就役することはないまま1968年6月1日に海軍艦艇名簿から抹消され、1969年7月にスクラップとして売却された。

### 大衆文化において
1957年の映画『眼下の敵』（ロバート・ミッチャム、クルト・ユルゲンス主演）の劇中では、「バックレイ」と「U-66」の戦闘を想起させるいくつかのシーンが存在する。なお、映画の撮影では姉妹艦「ホワイトハースト」（USS Whitehurst, DE-634）が使用された。
本艦と「U-66」の戦闘は、YouTubeチャンネル『The History Guy: History Deserves to Be Remembered』のエピソードで詳述されている。

## 栄典
「バックレイ」は第二次世界大戦の戦功で3個の従軍星章を受章したほか、以下の勲章を授与された。
- 戦闘交戦リボン（英語版）・・・（遡及；「U-66」撃沈）
- 海軍殊勲部隊章（英語版）
- アメリカ戦役勲章
- ヨーロッパ・アフリカ・中東戦役勲章（英語版）・・・星章3個付き
- 第二次世界大戦戦勝記念章